# Samuel Alito
Samuel Anthony Alito Jr. (Trenton, New Jersey, 1 april 1950) is een Amerikaans jurist met Italiaanse voorouders, actief als rechter van het Federaal Hooggerechtshof.
Hij studeerde eerst aan Princeton University en van 1972 tot 1976 rechten aan de Yale-universiteit in Connecticut, en werkte vervolgens als juridisch adviseur voor een aantal rechters en officieren van justitie in New Jersey en Pennsylvania.
Alito is een praktiserend katholiek. Hij en zijn vrouw Martha leven in West Caldwell, New Jersey. Zij hebben twee kinderen.

## Rechter
In 1990 werd Alito door president George H.W. Bush benoemd als rechter van het Hof van Beroep voor de staten Pennsylvania, Delaware en New Jersey; hij stond bekend om zijn conservatieve opvattingen. Vaak was hij op een panel met drie rechters het oneens met de andere rechters. Door zijn gelijkenissen met Hooggerechtshof-rechter Antonin Scalia: hun conservatieve interpretatie van de Grondwet en hun Italiaanse afkomst, gaven sommige advocaten aan het beroepshof hem de bijnaam 'Scalito' (kleine Scalia).
In verband met de praktijk van abortus heeft hij in 1991 tegen het ongrondwettig verklaren van een wet van Pennsylvania gestemd die vereiste dat een gehuwde vrouw die een abortus wilde laten uitvoeren haar echtgenoot hierover moest inlichten (zie Planned Parenthood v. Casey). Later heeft het Hooggerechtshof bepaald dat die wet wel ongrondwettig is.
In 2000 volgde hij echter andere rechters bij een beslissing om een wet van New Jersey in verband met late vruchtafdrijvingen als ongrondwettig te verklaren. Het gerechtshof bepaalde toen dat de staat uitzonderingen moet voorzien voor gevallen waarbij de gezondheid van de vrouw in gevaar komt. Dit had te maken met een recente zaak voor het Hooggerechtshof, Stenberg v. Carhart (2000), waarbij een wet van Nebraska ongeldig werd verklaard omdat die niet voorzag in die uitzondering.

## Nominatie voor het Hooggerechtshof
Op 31 oktober 2005 nomineerde George W. Bush Alito als rechter van het Hooggerechtshof in Washington D.C. om rechter Sandra Day O'Connor, die zich zal terugtrekken uit het Supreme Court, te vervangen nadat de eerdere kandidaat Harriet Miers zich onder grote druk van conservatieve politici en belangengroeperingen had teruggetrokken. De commissie Justitie van de Senaat heeft hem op 24 januari 2006 aanbevolen. Hij kreeg hierbij de steun van de tien in deze commissie zitting hebbende Republikeinen terwijl de acht Democratische commissieleden tegen zijn kandidatuur stemden. 
De Democratische senatoren John Kerry en Edward Kennedy probeerden op het laatste moment nog een stemming op Alito te blokkeren, door de filibuster in te zetten. Deze procedurele zet vereist 41 stemmen tegen het sluiten van het debat en wordt vaak ingezet om te voorkomen dat een wet waarvoor er wel een gewone meerderheid is, te blokkeren. De Republikeinen hadden echter al in mei gedreigd om de nuclear option (of constitutional option in te zetten, waardoor ze de Democraten de mogelijkheid zouden ontnemen om de filibuster in te zetten. 
Een confrontatie daarover werd echter voorkomen door een compromis tussen 14 senatoren, waarin zeven Democraten beloofden de filibuster slechts in buitengewone omstandigheden in te zetten, en zeven Republikeinen beloofden tegen de nuclear option te stemmen. De participanten werden de Gang of Fourteen genoemd, en zonder deze mensen was er noch een meerderheid voor de nuclear option, noch een meerderheid voor een filibuster.
Uiteindelijk besloot de Gang of Fourteen dat Alito geen filibuster rechtvaardigde. De poging om een stemming op Alito te blokkeren faalde daarom op 30 januari 2006 met 72 stemmen voor en 25 stemmen tegen het sluiten van het debat. De volgende dag werd Alito met 58 tegen 42 stemmen bevestigd door de Amerikaanse Senaat.

## Hooggerechtshof
In zijn eerste beslissing stemde Alito samen met de meerderheid van het hof tegen het opheffen van het uitstel van de executie van een man uit Missouri, omdat die had aangevoerd dat de doodstraf door een dodelijke injectie mogelijk ongrondwettig is. De rechters John Roberts, Antonin Scalia en Clarence Thomas stemden voor het opheffen van het uitstel, hetgeen significant was omdat men alom verwachtte dat Alito zich zou aansluiten bij de laatstgenoemde rechters. President Bush had namelijk tijdens de presidentscampagnes beloofd om rechters zoals Scalia en Thomas te benoemen, twee favorieten van de conservatieve beweging.